# Entoloma rubrobasis
Entoloma rubrobasis är en svampart som tillhör divisionen basidiesvampar, och som beskrevs av Machiel Evert ("Chiel") Noordeloos. Entoloma rubrobasis ingår i släktet Entoloma, och familjen Entolomataceae. Enligt den finländska rödlistan är arten nära hotad i Finland. Arten är reproducerande i Sverige. Artens livsmiljö är källor.